# Albumy numer jeden w roku 1946 (USA)
Lista najlepiej sprzedających się albumów w Stanach Zjednoczonych w 1946 tworzona przez magazyn Billboard.

## Historia notowania
| Data publikacji | Album                      | Artysta                  |
| --------------- | -------------------------- | ------------------------ |
| 5 stycznia      | Merry Christmas            | Bing Crosby              |
| 12 stycznia     | Merry Christmas            | Bing Crosby              |
| 19 stycznia     | On The Moonbeam            | Vaughn Monroe            |
| 26 stycznia     | On The Moonbeam            | Vaughn Monroe            |
| 2 lutego        | On The Moonbeam            | Vaughn Monroe            |
| 9 lutego        | On The Moonbeam            | Vaughn Monroe            |
| 16 lutego       | On The Moonbeam            | Vaughn Monroe            |
| 23 lutego       | State Fair                 | Dick Haymes              |
| 2 marca         | State Fair                 | Dick Haymes              |
| 9 marca         | State Fair                 | Dick Haymes              |
| 16 marca        | State Fair                 | Dick Haymes              |
| 23 marca        | The Bells of St. Mary's    | Bing Crosby              |
| 30 marca        | The Bells of St. Mary's    | Bing Crosby              |
| 6 kwietnia      | The Voice of Frank Sinatra | Frank Sinatra            |
| 13 kwietnia     | The Voice of Frank Sinatra | Frank Sinatra            |
| 20 kwietnia     | The Voice of Frank Sinatra | Frank Sinatra            |
| 27 kwietnia     | The Voice of Frank Sinatra | Frank Sinatra            |
| 4 maja          | The Voice of Frank Sinatra | Frank Sinatra            |
| 11 maja         | The Voice of Frank Sinatra | Frank Sinatra            |
| 18 maja         | The Voice of Frank Sinatra | Frank Sinatra            |
| 25 maja         | Benny Goodman Sextet       | Benny Goodman            |
| 1 czerwca       | Benny Goodman Sextet       | Benny Goodman            |
| 8 czerwca       | Glenn Miller               | Glenn Miller z orkiestrą |
| 15 czerwca      | Benny Goodman Sextet       | Benny Goodman            |
| 22 czerwca      | Glenn Miller               | Glenn Miller z orkiestrą |
| 29 czerwca      | Glenn Miller               | Glenn Miller z orkiestrą |
| 6 lipca         | Glenn Miller               | Glenn Miller z orkiestrą |
| 13 lipca        | Glenn Miller               | Glenn Miller z orkiestrą |
| 20 lipca        | Dancing In The Dark        | Carmen Cavallaro         |
| 27 lipca        | Dancing In The Dark        | Carmen Cavallaro         |
| 3 sierpnia      | Dancing In The Dark        | Carmen Cavallaro         |
| 10 sierpnia     | Dancing In The Dark        | Carmen Cavallaro         |
| 17 sierpnia     | King Cole Trio, Volume 2   | King Cole Trio           |
| 24 sierpnia     | King Cole Trio, Volume 2   | King Cole Trio           |
| 31 sierpnia     | Cole Porter Review         | David Rose               |
| 7 września      | Cole Porter Review         | David Rose               |
| 14 września     | King Cole Trio, Volume 2   | King Cole Trio           |
| 21 września     | King Cole Trio, Volume 2   | King Cole Trio           |
| 28 września     | The Ink Spots              | The Ink Spots            |
| 5 października  | The Ink Spots              | The Ink Spots            |
| 12 października | The Ink Spots              | The Ink Spots            |
| 19 października | The Ink Spots              | The Ink Spots            |
| 26 października | The Ink Spots              | The Ink Spots            |
| 2 listopada     | The Ink Spots              | The Ink Spots            |
| 9 listopada     | The Ink Spots              | The Ink Spots            |
| 16 listopada    | Merry Christmas Music      | Perry Como               |
| 23 listopada    | Merry Christmas            | Bing Crosby              |
| 30 listopada    | Merry Christmas            | Bing Crosby              |
| 7 grudnia       | Merry Christmas            | Bing Crosby              |
| 14 grudnia      | Merry Christmas            | Bing Crosby              |
| 21 grudnia      | Merry Christmas            | Bing Crosby              |
| 28 grudnia      | Merry Christmas            | Bing Crosby              |